# ماركوس غوستافو بيريرا
ماركوس غوستافو بيريرا (بالإسبانية: Marcos Pereira)‏ (25 أبريل 1985 بأسونسيون في باراغواي - ) هو مدرب كرة قدم ولاعب كرة قدم باراغواياني في مركز الدفاع. لعب مع Club Deportivo Capiatá ‏.

## وصلات خارجية
- ماركوس غوستافو بيريرا على موقع قاعدة بيانات كرة القدم.إي يو (الإنجليزية)
- ماركوس غوستافو بيريرا على موقع Soccerway.com (الإنجليزية)